# South Wellesley Islands
South Wellesley Islands är öar i Australien. De ligger i Carpentariaviken i delstaten Queensland.
De enskilda öarna är, från väster till öster:
- Allen Island
- Horseshoe Island
- Albinia Island
- Bentinck Island
- Fowler Island
- Sweers Island